# Răzvan Mazilu
Răzvan Mazilu (n. 21 iunie 1974, București) este un dansator și coregraf român.   

## Studii
În 1992 absolvă Liceul de Coregrafie "Floria Capsali" din București iar în 1996, Universitatea de Artă Teatrală și Cinematografică "I. L. Caragiale", secția Coregrafie. 

## Activitate
Înca din perioada liceului, devine solist al Companiei de Dans Contemporan "Contemp" la Opera Națională din București, apoi la Teatrul Evreiesc de Stat. In 1996 semnează pentru prima dată coregrafia unui spectacol de la Teatrul Odeon ("Vorbește-mi ca ploaia și lasă-mă să te ascult"), iar din 1998 începe colaborarea cu Opera Națională București. 
Începând din anul 2001, coordonează programul de promovare a dansului contemporan românesc "Dans la Odeon", în calitate de coregraf si consultant artistic al Teatrului Odeon din București.
În anul 2007, lansează proiectul cultural "Dance energy", ce are ca scop susținerea financiară a liceelor de coregrafie din România, continuat cu spectacolul de dans contemporan "Dance Generator. Răzvan Mazilu și invitații săi" de pe scena Operei Naționale București (2008), apoi cu "Dance across generations. Răzvan Mazilu și invitații săi" (OPB, 2009). Răzvan Mazilu este primul dansator român protagonist într-un one-man-show ("Jocul de-a Shakespeare", 1997, Teatrul Național din București), cât și primul realizator al unui spectacol de teatru-dans în România ("Dama cu camelii", Teatrul Național București, 1995). 
Coregraf, dansator, actor, Răzvan Mazilu abordează o gamă largă de genuri artistice, de la teatru-dans la cabaret, balet, dans contemporan sau tango.
A colaborat cu coregrafii Amir Kolben, Marc Bogaerts, Claudia Martins, Rafael Carrico, Gigi Căciuleanu, Ioan Tugearu, Florin Fieroiu, Alexa Mezincescu, Miriam Răducanu, Adina Cezar, Liliana Iorgulescu, cu regizorii Alexandru Dabija, Dragos Galgoțiu, Andrei Șerban, Cătălina Buzoianu, Cornel Todea, Petrika Ionescu, Ana Mărgineanu, Anda Tăbăcaru - Hogea și cu scenografii Doina Levintza, Adriana Grand, Andrei Both, Dragoș Buhagiar, Irina Solomon.
Turnee în: Franța, Italia, Israel, Elveția, Japonia, Rusia, Grecia, Egipt, Slovacia, Ungaria, Danemarca, Germania, Belgia, Cehia, Spania, China.

## Spectacole - Coregrafie
- Dama cu camelii,Teatrul Național I.L. Caragiale, București, 1995
- Oedipe, Opera Națională București, 1995
- Vorbește-mi ca ploaia și lasă-mă să te ascult, Teatrul Odeon, București, 1996
- Coppelia, Opera Română Timișoara, 1999 plagiat coregrafie furata de pe caseta video
- M...Butterfly, Teatrul Odeon, București, 2000
- Îngerul albastru Arhivat în 18 mai 2006, la Wayback Machine., Teatrul Odeon, București, 2001
- Morți și vii,Teatrul Odeon , București, 2002
- Portretul lui Dorian Gray Arhivat în 5 ianuarie 2011, la Wayback Machine., Odeon[nefuncțională]
, București, 2004
- Lucrezia Borgia, Teatrul Național I.L. Caragiale, București, 2004
- Mefistofel, Opera Națională București, 2004
- Marlene, Teatrul Dilos, Atena, Grecia, 2005
- Un Tango Mas Arhivat în 15 februarie 2010, la Wayback Machine., Teatrul Odeon, București, 2006
- Hamletmachine, Teatrul Odeon, București, 2006
- Burghezul gentilom,Teatrul Național I.L. Caragiale, București, 2006
- Cenușăreasa, Teatrul Național Mihai Eminescu, Timișoara, 2006
- Block Bach Arhivat în 24 ianuarie 2010, la Wayback Machine., Teatrul Odeon, București, 2007
- Urban Kiss, Teatrul Național de Operetă, București, 2008
- Amprenta Răzvan Mazilu', Centrul Național al Dansului, București, 2008
- Remember, Teatrul Național Mihai Eminescu, Timișoara Arhivat în 14 aprilie 2010, la Wayback Machine., 2009
- Când Isadora dansa,Meli Theatre, Atena, Grecia, 2009
- Comedia norilor, Teatrul Național I.L. Caragiale, București, 2009
- Hotelul dintre lumi, Teatrul Mic, București, 2009
- Leonce și Lena, Teatrul de Comedie, București, 2009
- Albă ca Zăpada și cei șapte pitici, Teatrul Național Mihai Eminescu, Timișoara, 2010
- The Full Monty, Teatrul Național Mihai Eminescu, Timișoara, 2011
- Cabaret, Teatrul German de Stat Timișoara, 2014
- Maria de Buneos Aires, Teatrul Național Mihai Eminescu, Timișoara, 2014

## Spectacole - Interpretare (Actor/ Dansator)
- Jocul de-a Shakespeare,Teatrul Național I.L. Caragiale, București, 1997
- Lumea dansului, Național I.L. Caragiale[nefuncțională]
, București, 1998
- Anna Karenina, Opera Națională București, 1998
- Roșu și Negru, Opera Națională București, 2000
- Stampe japoneze, Opera Națională București, 2000
- Bolero.Regele pierdut Arhivat în 19 mai 2010, la Wayback Machine., Teatrul Odeon, București, 2002
- Casa Bernardei Alba, Opera Națională București, 2003
- Portretul lui Dorian Gray Arhivat în 5 ianuarie 2011, la Wayback Machine., Teatrul Odeon, București, 2004
- Sell me!, Clubul Prometheus, București, 2005
- Simfonia fantastică, Opera Națională București, 2006
- Un Tango Mas Arhivat în 15 februarie 2010, la Wayback Machine., Teatrul Odeon, București, 2006
- Broadway București, Teatrul Național de Operetă, București, 2007
- Block Bach Arhivat în 24 ianuarie 2010, la Wayback Machine., Teatrul Odeon, București, 2007
- Urban Kiss, Teatrul Național de Operetă, București, 2008
- Umbre de lumină Arhivat în 2 mai 2010, la Wayback Machine., Odeon[nefuncțională]
, București, 2008
- Remember, Teatrul Național Mihai Eminescu Timișoara Arhivat în 14 aprilie 2010, la Wayback Machine., 2009
- Flashback, Movingtheatre, Köln, Germania, 2009
- Depeche dance Arhivat în 16 martie 2010, la Wayback Machine., Teatrul Odeon, 2010

## Premii, Distincții
- Premiul I, Concursul național “Mihail Jora”, Secțiunea Creație coregrafică, București,1993
- Premiul special al juriului pentru debut coregrafic, Festivalul Internațional “Eurodans”,Iași,1993
- Premiul pentru debut coregrafic de excepție acordat de Uniunea Interpreților, Coregrafilor și Criticilor muzicali din România, 1994
- Premiul pentru interpretare al Operei Naționale din Paris, Concursul Internațional de Balet, Paris, 1996
- Premiul pentru investigarea unor noi modalități de expresie artistică, Festivalul Internațional “Eurodans”, Iași, 1996
- Premiul pentru plastica expresiei corporale acordat de Asociația Internațională a Criticilor de Teatru AICT, secția română, 1998
- Diploma de onoare la Festivalul Internațional One-Man-Show, Moscova, Rusia, 1999
- Ordinul Meritul Cultural în grad de cavaler, acordat de Președintele României Ion Iliescu, 2004
- Premiul Special UNITER pentru Coregrafie, 2007

## Albume
- Album foto "Portretul lui Dorian Gray", de Mariana Marin, 2007 Arhivat în 10 februarie 2012, la Wayback Machine.
- Album de fotografie Oglinzi/ Mirrors,editura Vellant și Fundația PerfoRM, 2010